# Harald Metzkes

Harald Metzkes in der Ausstellung seiner Werke im Leonhardi-Museum Dresden im Januar 2014

Harald Metzkes (* 23. Januar 1929 in Bautzen) ist ein deutscher Maler.

## Leben
Metzkes war der Sohn des Bautzener HNO-Arztes Walther Metzkes. Er absolvierte in Bautzen die Schule und wurde 1945 noch vor dem Abitur zur Teilnahme am Zweiten Weltkrieg einberufen. 1945/1946 erhielt er das Abitur an der Oberschule Bautzen und begann mit ersten Malstudien. 1946 erfolgten erste Studien unter der Leitung des Aquarellisten Alfred Herzog. Von 1947 bis 1949 machte er eine Steinmetzlehre beim Bautzener Bildhauer Max Rothe. Danach studierte er von 1949 bis 1953 Malerei an der Hochschule für Bildende Künste Dresden bei Wilhelm Lachnit und Rudolf Bergander. Von 1955 bis 1958 war er Meisterschüler bei Otto Nagel an der Akademie der Künste in Berlin. 1957 bereiste er China.
Ab 1959 war er als freischaffender Künstler in Ost-Berlin tätig (der „Cézannist“ vom Prenzlauer Berg). Die erste Einzelausstellung fand 1963 in Berlin statt, und er hatte dann in der Zeit der DDR im In- und Ausland eine große Zahl von Einzelausstellungen und Ausstellungsbeteiligungen, u. a. von 1967 bis 1988 an der VI. Deutschen Kunstausstellung bis zur X. Kunstausstellung der DDR in Dresden und 1984 an der Biennale Venedig.
Metzkes Arbeiten wurden auch von volkseigenen  Betrieben und von Behörden erworben. Er gehört zu den Künstlerinnen und Künstlern, deren Werke für die Gestaltung des Palasts der Republik in Auftrag gegeben wurden.
Metzkes lebt seit den 1990er Jahren in Wegendorf (Ortsteil von Altlandsberg) in Brandenburg. Er war verheiratet mit der Textilkünstlerin Elrid Metzkes. Drei Kinder gingen aus der Ehe hervor: Ein Sohn ist der Bildhauer Robert Metzkes, die Tochter Verena Hann-Metzkes (* 1955) ist Bildhauerin, und Sohn Walter (* 1956).
Harald Metzkes ist Mitbegründer der „Berliner Malschule“ um Manfred Böttcher, Hans Vent, Lothar Böhme, Christa Böhme, Konrad Knebel, Wolfgang Leber, Klaus Schröder, Brigitte Handschick und Hans Brosch. Im weiteren Sinne werden auch die Bildhauer Werner Stötzer, Wieland Förster, Friedrich B. Henkel, Rolf Händler, Ursula Wendorff-Weidt und Dieter Goltzsche dazugerechnet.

Harald Metzkes hat sich niemals vom „sozialistischen Realismus“ der DDR-Kunstpolitik vereinnahmen lassen. Er wird heute als einer der größten deutschen Künstlerpersönlichkeiten anerkannt. 

„Der sensuelle Realismus Metzkes’ bietet in seinen besten Stücken ein ‚Fest für das Auge‘.“

## Auszeichnungen
- 1976: Banner der Arbeit
- 1976: Käthe-Kollwitz-Preis
- 1977: Nationalpreis der DDR III. Klasse
- 1980: I. Preis für Grafik im Wettbewerb 100 ausgewählte Grafiken
- 1980: Preis des Staatlichen Kunsthandels der DDR
- 1984: Kunstpreis des FDGB
- 2007: Hannah-Höch-Preis
- 2012: Ehrenpreis des Ministerpräsidenten des Landes Brandenburg
- 2019: Ehrenbürger von Altlandsberg[3]

## Ausstellungen (unvollständig)

### Einzelausstellungen
- 1963: Harald Metzkes, Alte Nationalgalerie, Berlin
- 1967: Harald Metzkes, Historisches Museum Magdeburg
- 1971: Harald Metzkes, Gemälde und grafische Arbeiten zu Molières Der Arzt wider Willen, Bühnenbild und Kostüme, Volksbühne Berlin
- 1974: Harald Metzkes, Leipziger Galerie am Sachsenplatz, mit Dieter Goltzsche und Joachim John
- 1978: Harald Metzkes, Bilder aus 20 Jahren, National-Galerie, Berlin
- 1978: Harald Metzkes, Galerie Kühl, Dresden
- 1981: Harald Metzkes, Galerie Unter den Linden des Staatlichen Kunsthandels der DDR
- 1982: Harald Metzkes, Galerie Brusberg, Hannover
- 1982: Harald Metzkes, Staatliches Museum Burgk
- 1984: Harald Metzkes, Biennale Venedig
- 1984: Harald Metzkes, Dresdner Galerie, Dresden
- 1984: Harald Metzkes, Leipziger Galerie am Sachsenplatz
- 1986: Harald Metzkes, Galerie De Maere, Brüssel und Paris
- 1988: Harald Metzkes, Biennale Venedig
- 1988: Harald Metzkes, Städtisches Museum Göttingen
- 1988: Harald Metzkes, Zeitvergleich ’88, Berlin-West
- 1989: Harald Metzkes, Retrospektive, Akademie der Künste, Berlin
- 1990: Harald Metzkes, Retrospektive, Staatliche Kunsthalle, Berlin
- 1992: Harald Metzkes, Galerie Brusberg, Berlin
- 1994: Harald Metzkes, Museum of Modern Art, New York
- 1997: Harald MetzKes, Deutschlandbilder, Martin-Gropius-Bau, Berlin
- 1997: Harald Metzkes, Ostwind, Kunstforum der GrundkreditBank, Berlin
- 1999: Harald Metzkes, Laureatus, Galerie Brusberg, Berlin
- 1999: Harald Metzkes, Bilder aus 50 Jahren, Retrospektive im Stadtmuseum Bautzen
- 2001: Harald Metzkes, Stillleben (mit Fernando Botero)
- 2004: Harald Metzkes, Kunst in der DDR, Neue Nationalgalerie, Berlin
- 2005: Harald Metzkes, Brandenburgischer Triangel, Galerie Brusberg, Berlin
- 2006: Harald Metzkes, Bilanz eines Malers, Schloss Gottorf, Schleswig
- 2006: Harald Metzkes, Der Zweite Blick. Malerei, Kunstverein "Talstrasse", Halle/Saale
- 2007: Harald Metzkes, Schwarzgesicht und Weißgesicht, Deutsche Bank, Luxembourg
- 2007: Harald Metzkes, Ephraim-Palais, Berlin
- 2008: Harald Metzkes, Kunsthaus Apolda
- 2009: Harald Metzkes, 2009, Benz, Usedom
- 2009: Harald Metzkes, Stadtmuseum Zweibrücken, in Kooperation mit dem Mainzer Institut für Kunstgeschichte
- 2009: Harald Metzkes, Welttheater Weltenbühnen (zum 80. Geburtstag des Künstlers), Stadtmuseum Bautzen
- 2010: Harald Metzkes, H. mit Elrid und Robert Metzkes,  Dreiklang, Kunstverein Rostock
- 2010: Harald Metzkes, Olaf-Gulbransson-Museum, Tegernsee
- 2010: Harald Metzkes, Mecklenburgisches Staatstheater, Schwerin
- 2010: Harald Metzkes, Galerie Weise, Chemnitz
- 2011: Harald Metzkes, 20 Jahre Galerie Leo Coppi, Berlin
- 2012: Elrid Metzkes, Hommage an H., Galerie Coppi, Berlin
- 2012: Harald Metzkes, Werke, Galerie Brandel, Berlin
- 2013: Klangvolle Namen – Harald Metzkes, Galerie Bachmann, Berlin
- 2013: Harald Metzkes, Impulse, Harald und Elrid Metzkes im Rathaus zu Rüdersdorf bei Berlin
- 2014: Harald Metzkes, Retrospektive, Harald Metzkes zum 85. Geburtstag, Leonhardi-Museum, Dresden
- 2014: Harald Metzkes, Malerei von 1954 bis 2013, zum 85. Geburtstag, Galerie Leo Coppi, Berlin
- 2014: Harald Metzkes, Frauenbild – Malerei, Galerie Pankow, Berlin
- 2014: Harald Metzkes, BRÜCKE abreissen – BRÜCKEN bauen, Galerie der Sparkasse MOL, Strausberg
- 2014: Harald Metzkes & Familie, Städtisches Museum, Galerie & Kunstsammlung Eisenhüttenstadt-Fürstenberg/Oder
- 2014: Harald Metzkes, Natur und Auge, Bilder 1956–2014, Städtisches Museum der Stadt Oldenburg
- 2015: Harald Metzkes, In Memorian Elrid Metzkes und ich, Galerie LeoCoppi, Berlin
- 2015: Harald Metzkes, Weltenbilder, Galerie Klinger, Radeberg
- 2017: Harald Metzkes, Märkische Landschaften, Stadtlandschaften, Rundfunk Berlin-Brandenburg
- 2017–2018: Harald Metzkes, Der Ungeheuerte - Bilder vom Meer, Kunstmuseum Ahrenshoop
- 2018/2019: Harald Metzkes. Ein musisches Kabinett zum 90. Stiftung Kunstforum der Berliner Volksbank, Berlin
- 2019: Werkschau – Harald Metzkes zum 90. Altes Rathaus Marzahn, Berlin
- 2025: Meine Zeit gemalt. Altlandsberg, Galerie in der Orangerie auf dem Schlossgut

### Ausstellungsbeteiligungen seit der deutschen Wiedervereinigung
- 2011/2012: Der geteilte Himmel. 1945–1968. Die Sammlung, Neue Nationalgalerie, Berlin
- 2016: Art in Europe 1945 - 1968 Facing the Future, BOZAR Brüssel
- 2016: Art in Europe 1945 - 1968 Facing the Future, ZKM Karlsruhe
- 2017: Art in Europe 1945 - 1968 Facing the Future, Puschkin-Museum, Moskau

## Buchillustrationen
- Vladimir Pozner: Die Verzauberten. Verlag Volk und Welt, 1961.
- Marino Moretti: Der Schwindler. Volk und Welt, Berlin 1964.
- William Heinesen: Das verzauberte Licht. Volk und Welt, Berlin 1966.
- Pier Paolo Pasolini: Der Traum von einer Sache. Medusa, Berlin 1968.
- Tadeusz Rózewicz: Gesichter und Masken. Gedichte. Volk und Welt, 1969
- Franz Fühmann: Der Jongleur im Kino oder Die Insel der Träume. Hinstorff Verlag, Rostock 1970.
- Rumpelstilzchen – ein Märchen der Brüder Grimm, Kinderbuchverlag, Berlin 1970.
- Pascal Lainé: Die Spitzenklöpplerin. Buchclub 65, Berlin 1974.
- Christa Wolf: Unter den Linden – Drei unwahrscheinliche Geschichten. Aufbau-Verlag, Berlin 1976.
- 50 Novellen der Italienischen Renaissance. Verlag Rütten & Loening, Berlin 1977.
- Herman Bang: Das graue Haus. Hinstorff Verlag, Rostock 1977.
- Herman Bang: Das weiße Haus. Hinstorff Verlag, Rostock 1977.
- Olshas Suiejmenow: Im Azimut der Nomaden. Gedichte. Volk und Welt, Berlin 1981.
- Achim Metzkes: Die durchsichtige Mauer. Erzählungen. Mitteldeutscher Verlag, Halle 1982.
- Wer kann die Wahrheit nackend sehn? Verlag Karl Quarch, Leipzig 1982.
- August Strindberg: Die Leute auf Hemslö. Hinstorff, Rostock 1983
- Viola und Holdherz, Das Buch der Märchen. Buchverlag Der Morgen, Berlin 1984 .
- Binsenkappe und andere Sagen. Märchen und Schwänke aus Großbritannien. Der Kinderbuchverlag, Berlin 1984.
- Klaus Schlesinger: Berliner Traum. Fünf Geschichten. Hinstorff, Rostock 1988.
- Fritz Rudolf Fries: Herbsttage im Niederbarnim. Gedichte. Aufbau, Berlin 1988.
- Musen und Grazien in der Mark. Texte von Theodor Fontane. Verlag der Nation 1990.
- Ulrich Plenzdorf: Die neuen Leiden des jungen W. mit 9 Holzschnitten von Harald Metzkes, Verlag Faber & Faber, 1996.
- 10 Dichter, Am Himmel hängt Schnee. Mit 11 Originallithographien von Harald Metzkes. Edition Manfred Schmidt
- Elsa, Beskow, Hänschen im Blaubeerwald. mit 8 Farbholzschnitten und 6 Holzschnitten. Berliner Graphikpresse
- Hänschen im Blaubeerenwald. Ein schwedisches Märchen von Elsa Beskow. Mappe mit acht Farbholzschnitten und sechs Holzschnitten. 13. Druck der Berliner Graphikpresse. 2009[4]
- Laurence Sterne: Das Leben und die Ansichten Tristram Shandys. Aquarellierte Zeichnungen. Harald Metzkes, Wegendorf 2002.

## Literarische Arbeiten
- Ich und Herr H. Schriften, Reden, Aufzeichnungen, Prosa. Hrsg. von Jörg Makarinus. Verlag der Kunst, Amsterdam / Dresden 2000, ISBN 90-5705-172-9
- Phoenix und Schildkröte. Roman. Verfasst 1958. Erstveröffentlichung: Wegendorf 2016.
- Schwarze Augen. Roman. Verfasst um 1960. Erstveröffentlichung: Wegendorf 2018, ISBN 978-3-9819637-2-4.